# 灘區
灘区（日语：／ Nada ku */?）是位于神戶市東部的一区，和鄰近的東灘區、西宮市同樣屬於日本歷具有歷史的產酒地點灘五鄉。日本最大的指定暴力團山口組的總部位於此區。

## 歷史

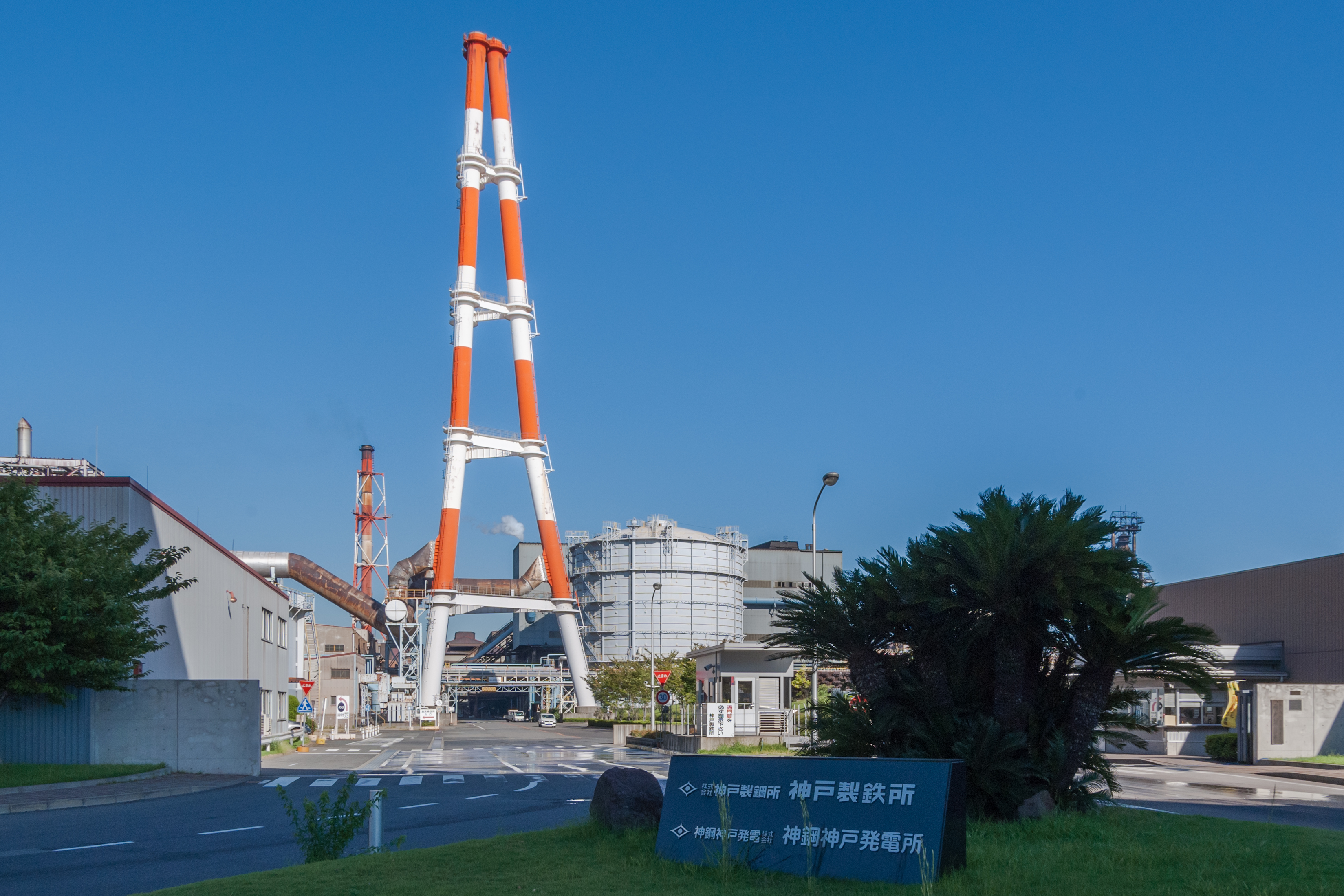
神戶製鋼所株式會社神戶煉鋼廠的西門

明治維新後，本區在當時分屬菟原郡六甲村、都賀濱村、西灘村，1914年都賀濱村改制並改名為西郷町，1929年4月1日此三町村同時被併入神戶市，並設為灘區。
本區屬於灘五鄉的最西端位置，在1931年神戶市設置「區」時，當時本地是神戶市轄區內唯一屬於灘五鄉範圍的地區，因此命名為「灘區」；1950年神戶市併入了同樣屬於灘五鄉範圍的本庄村、本山村、魚崎町、住吉村、御影町，由於位置較東，因此新的區域被命名為「東灘區」。

## 交通

### 鐵路
- 西日本旅客鐵道（JR西日本）
  - 山陽新幹線：通過轄區內，但轄區內路段全數位於六甲隧道（日语：六甲トンネル）內，未設有車站。
  - 東海道本線（JR神戶線）：六甲道車站 - 摩耶車站 - 灘車站
- 阪急電鐵
  - 神戶本線：六甲車站 - 王子公園車站
- 阪神電氣鐵道
  - 阪神本線：新在家車站 - 大石車站（日语：大石駅） - 西灘車站 - 岩屋車站
- 六甲山觀光（日语：六甲山観光）
  - 六甲纜車線（日语：六甲山観光六甲ケーブル線）：六甲纜車下站（日语：六甲ケーブル下駅） - 六甲纜車上站（日语：六甲ケーブル上駅）
- 神戶城鎮發展公社（日语：神戸すまいまちづくり公社）
  - 六甲有馬纜車（日语：六甲有馬ロープウェー）：六甲山頂站
  - 摩耶地面纜車（日语：神戸すまいまちづくり公社摩耶ケーブル線）：摩耶纜車站（日语：摩耶ケーブル駅） - 虹之站
  - 摩耶纜車（日语：摩耶ロープウェー）：虹之站 - 星之站

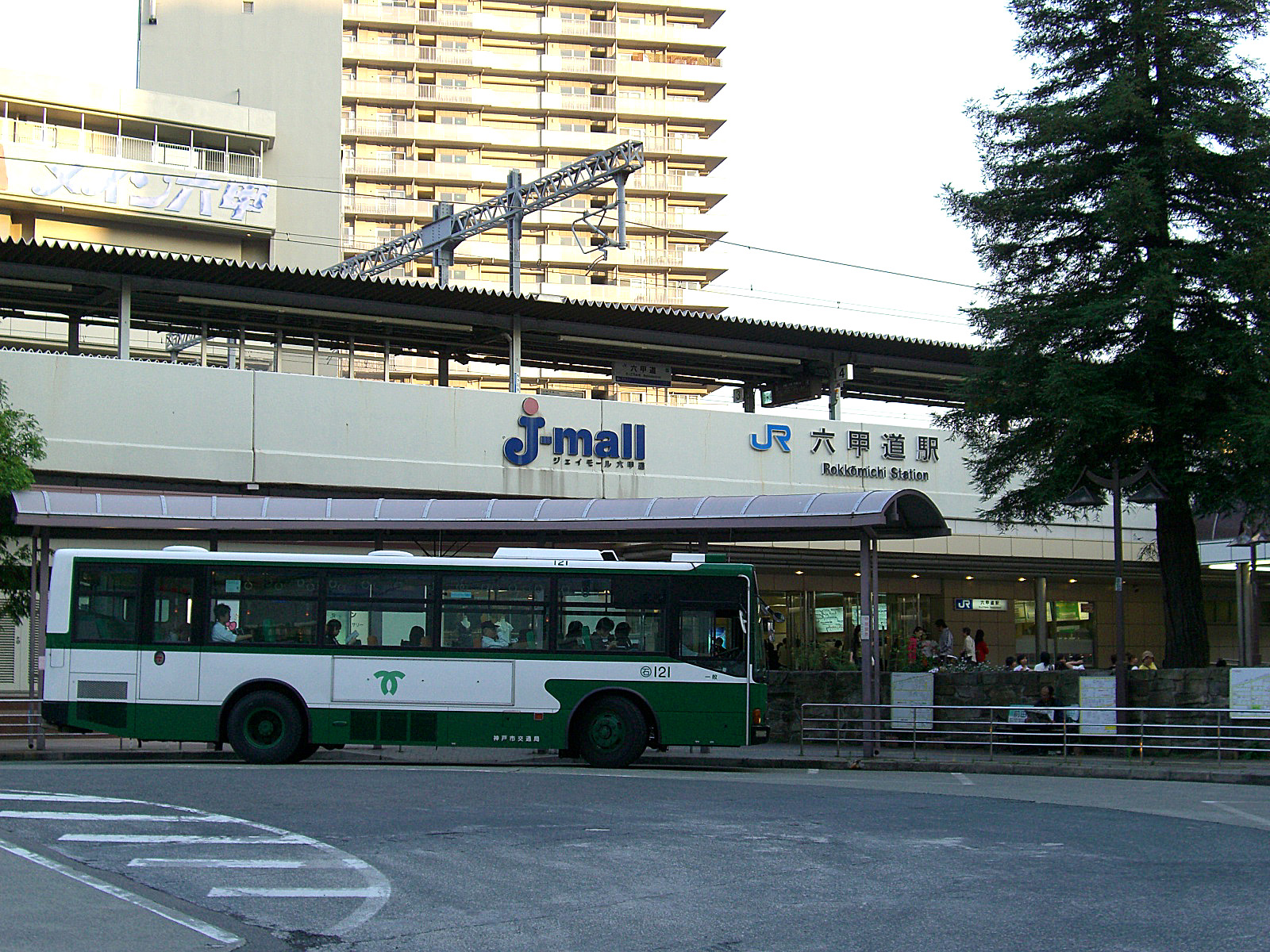
六甲道車站
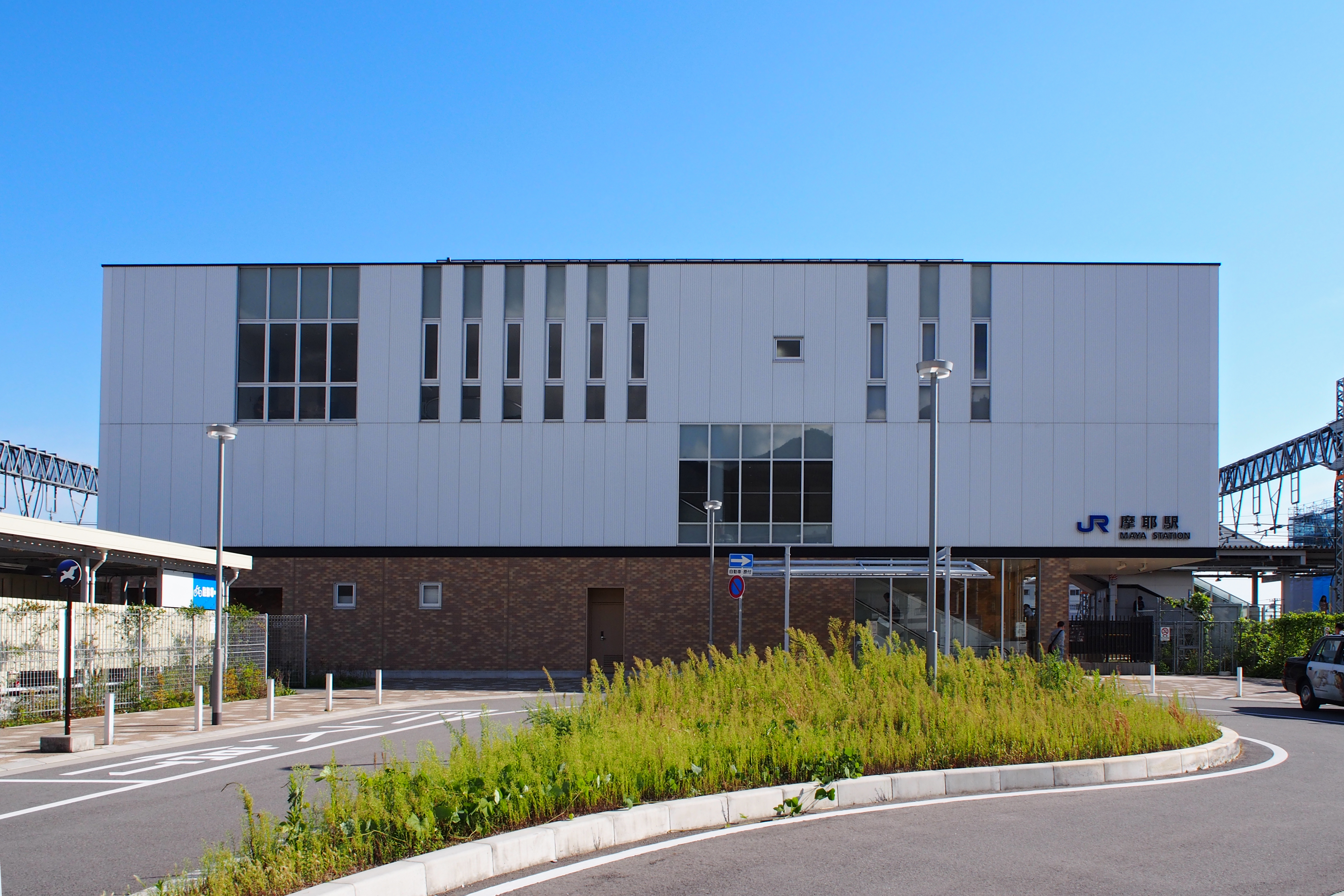
摩耶車站
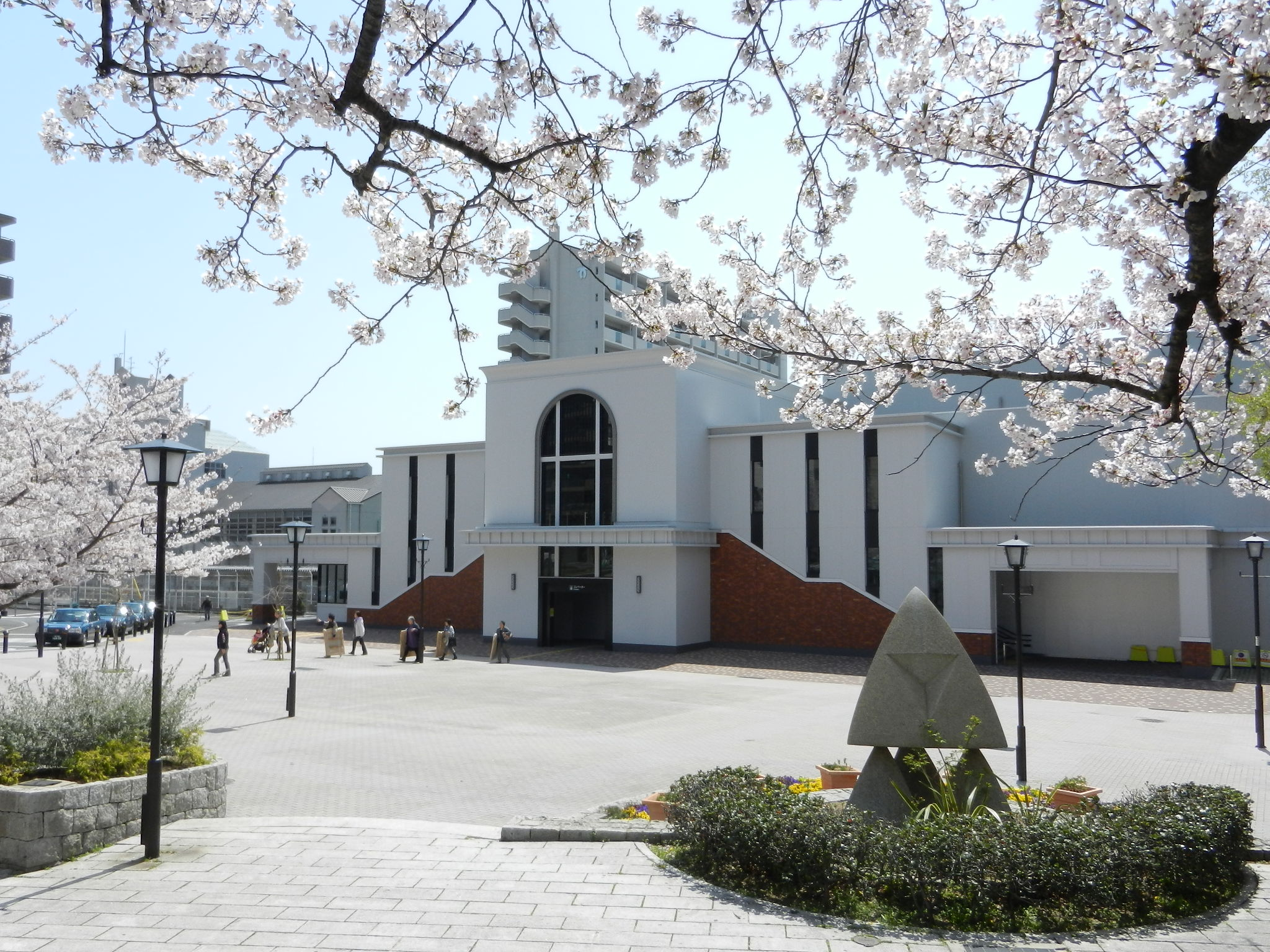
灘車站
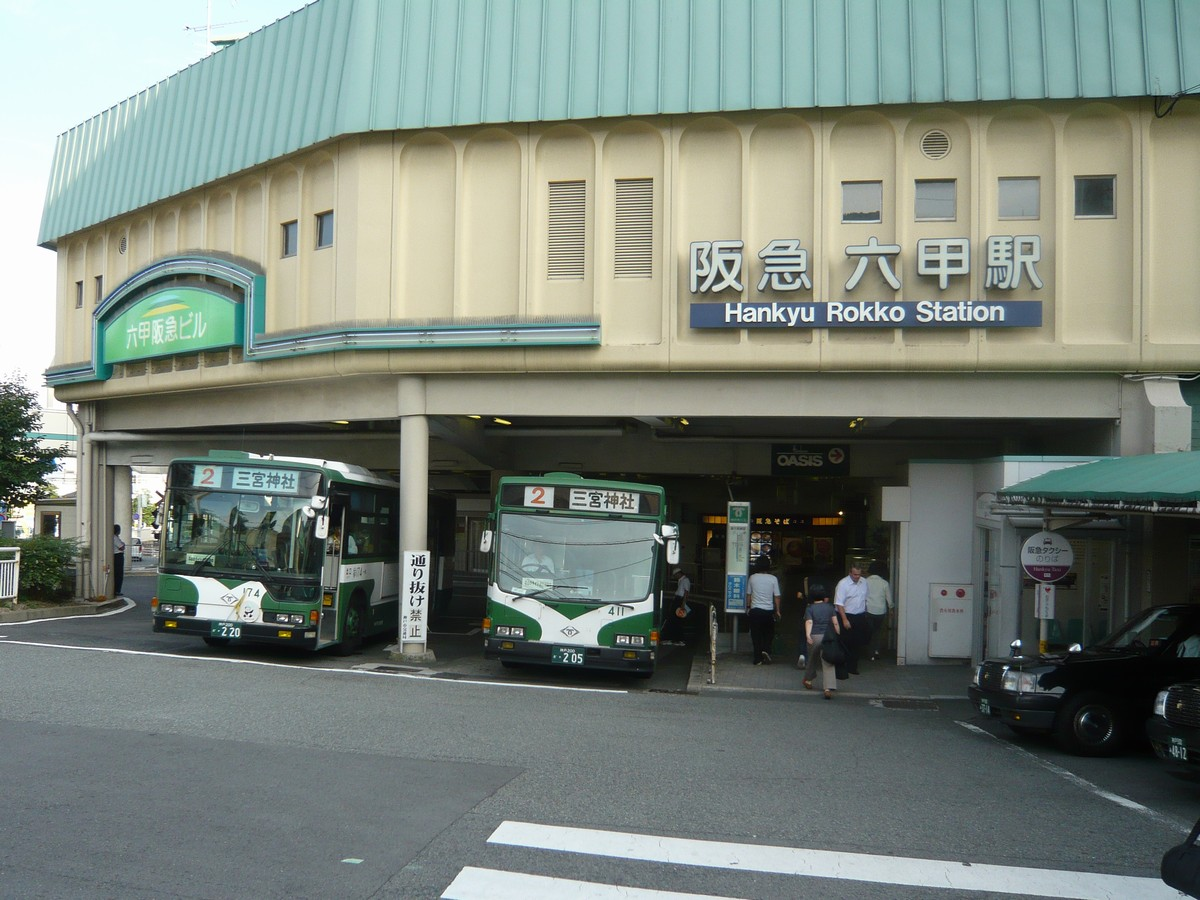
六甲車站
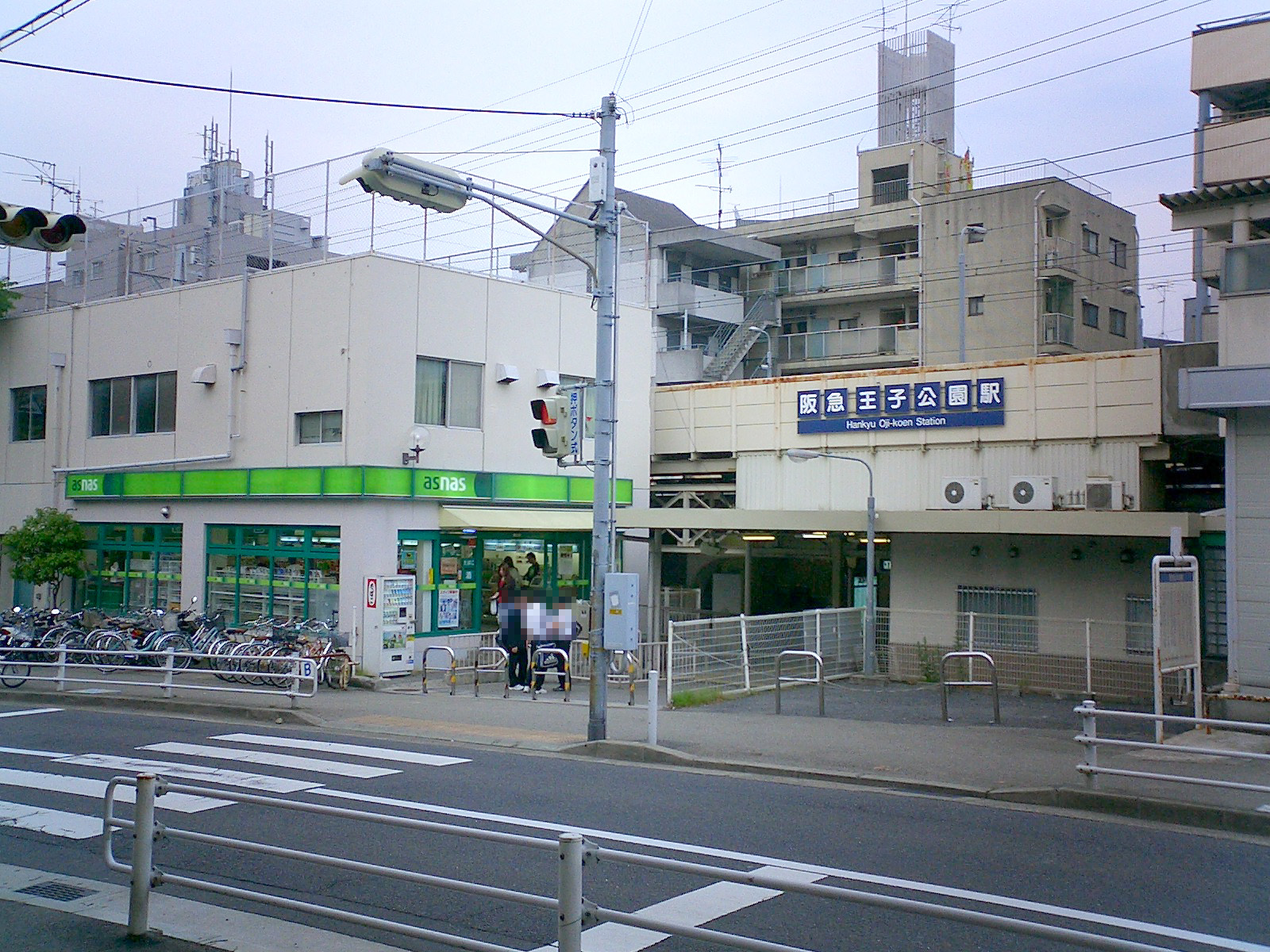
王子公園車站
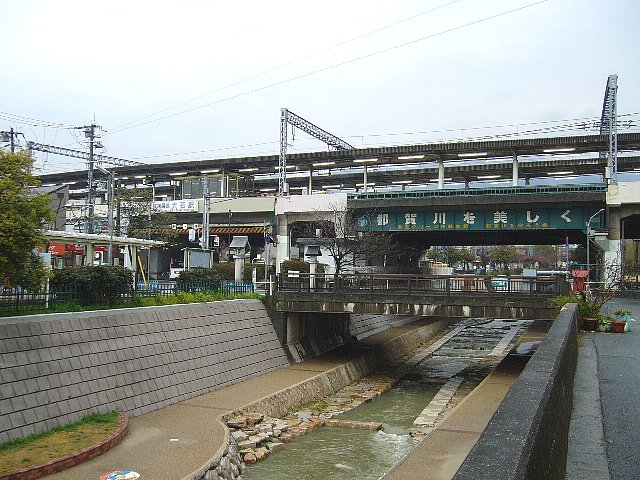
大石車站

## 觀光資源

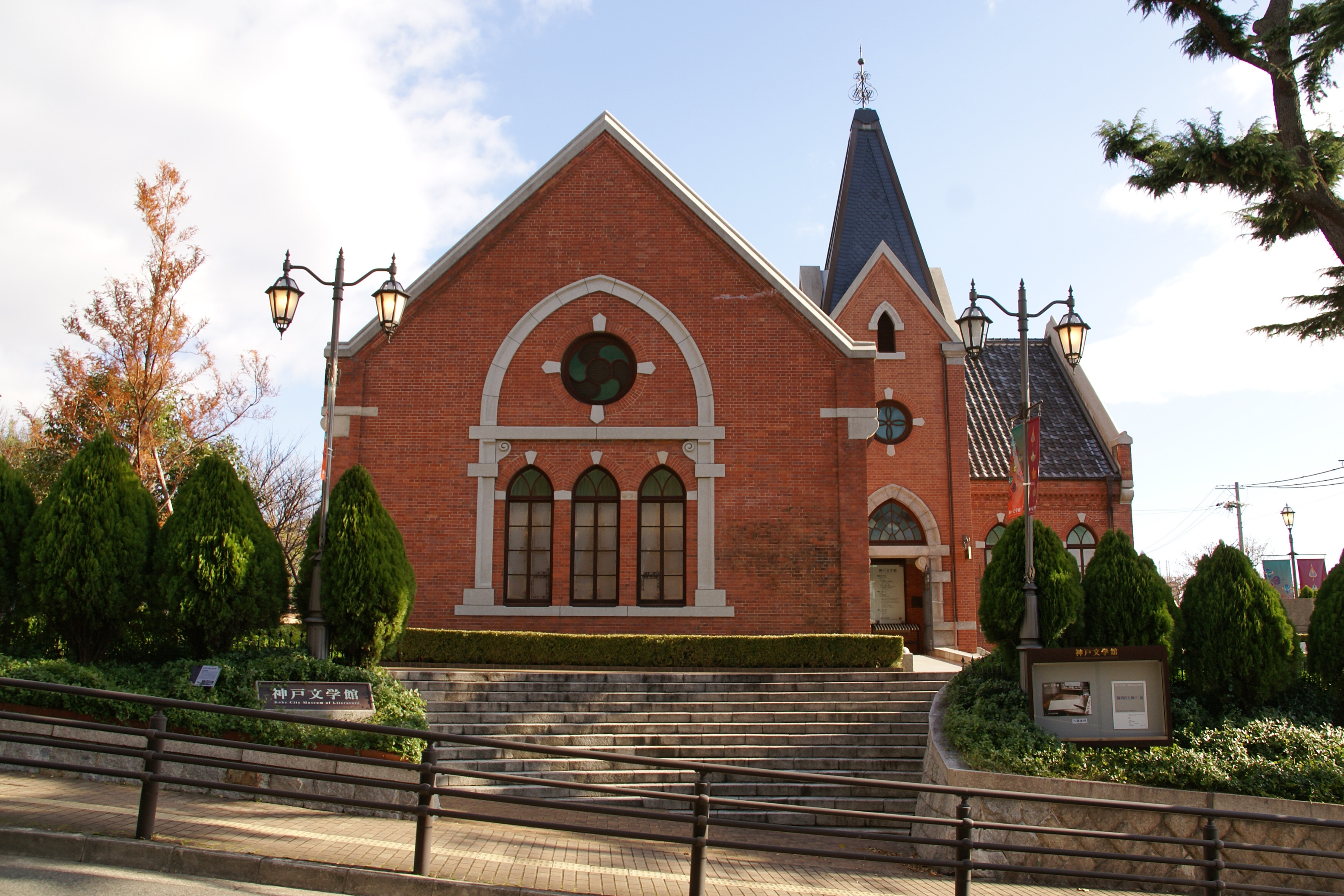
神戶文學館

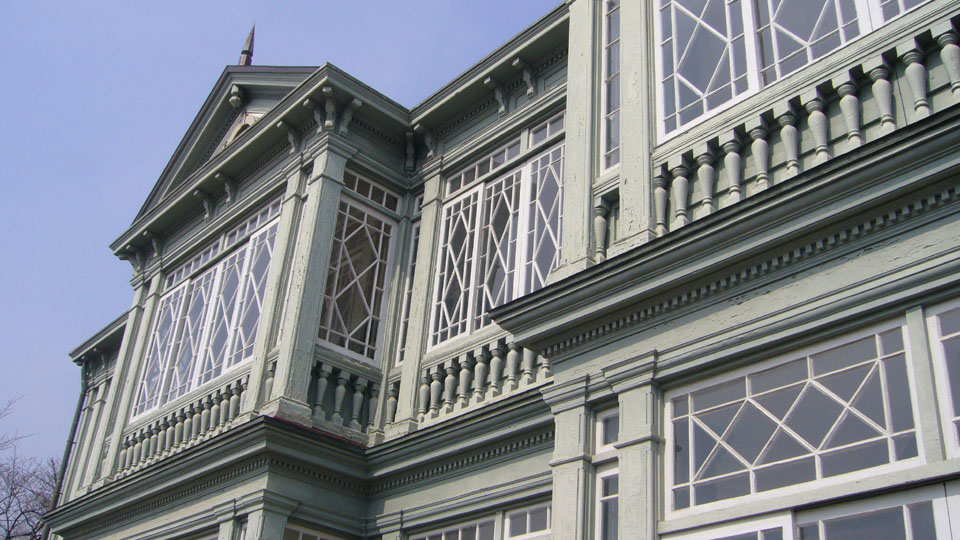
舊亨特住宅

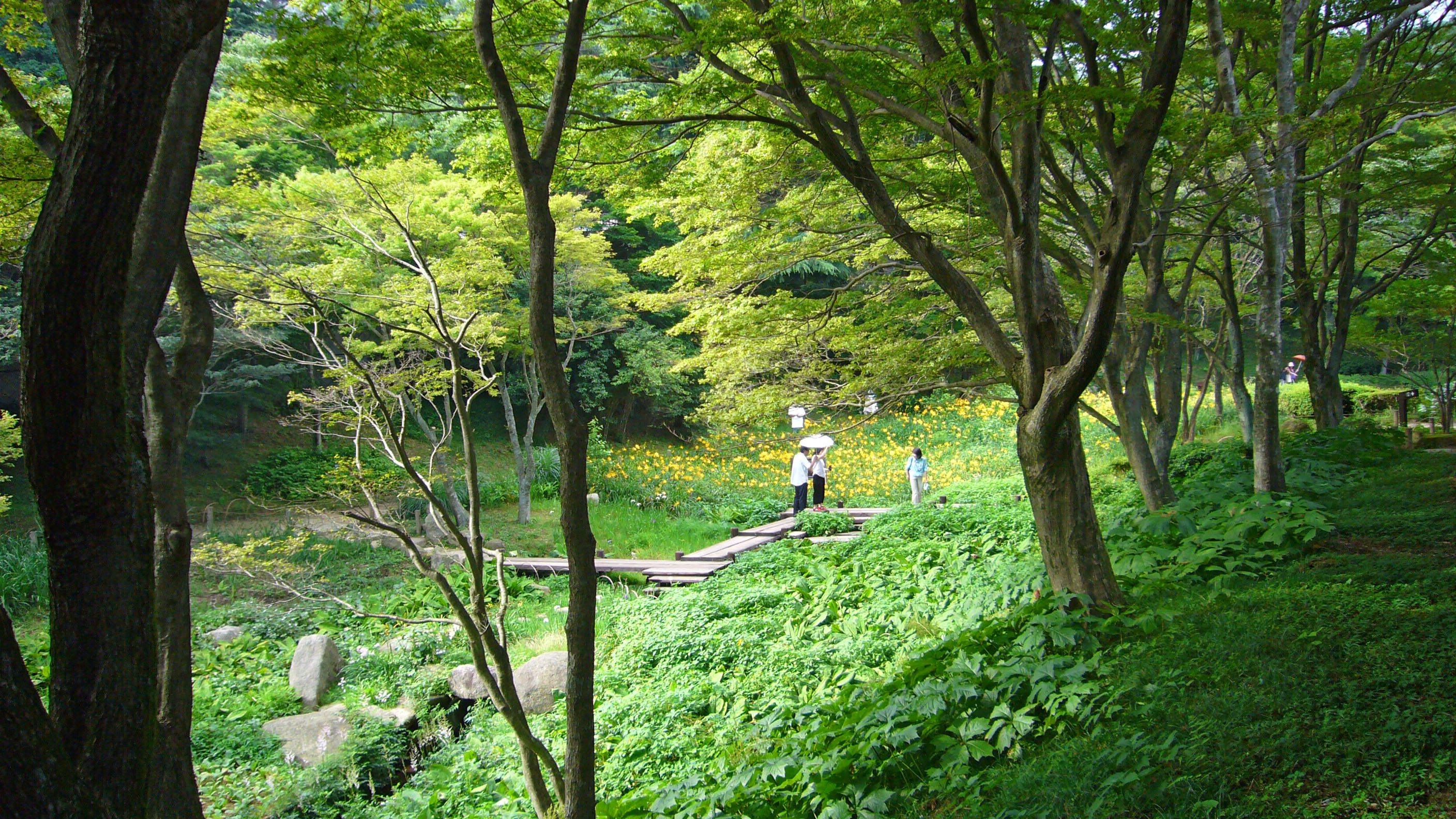
六甲高山植物園

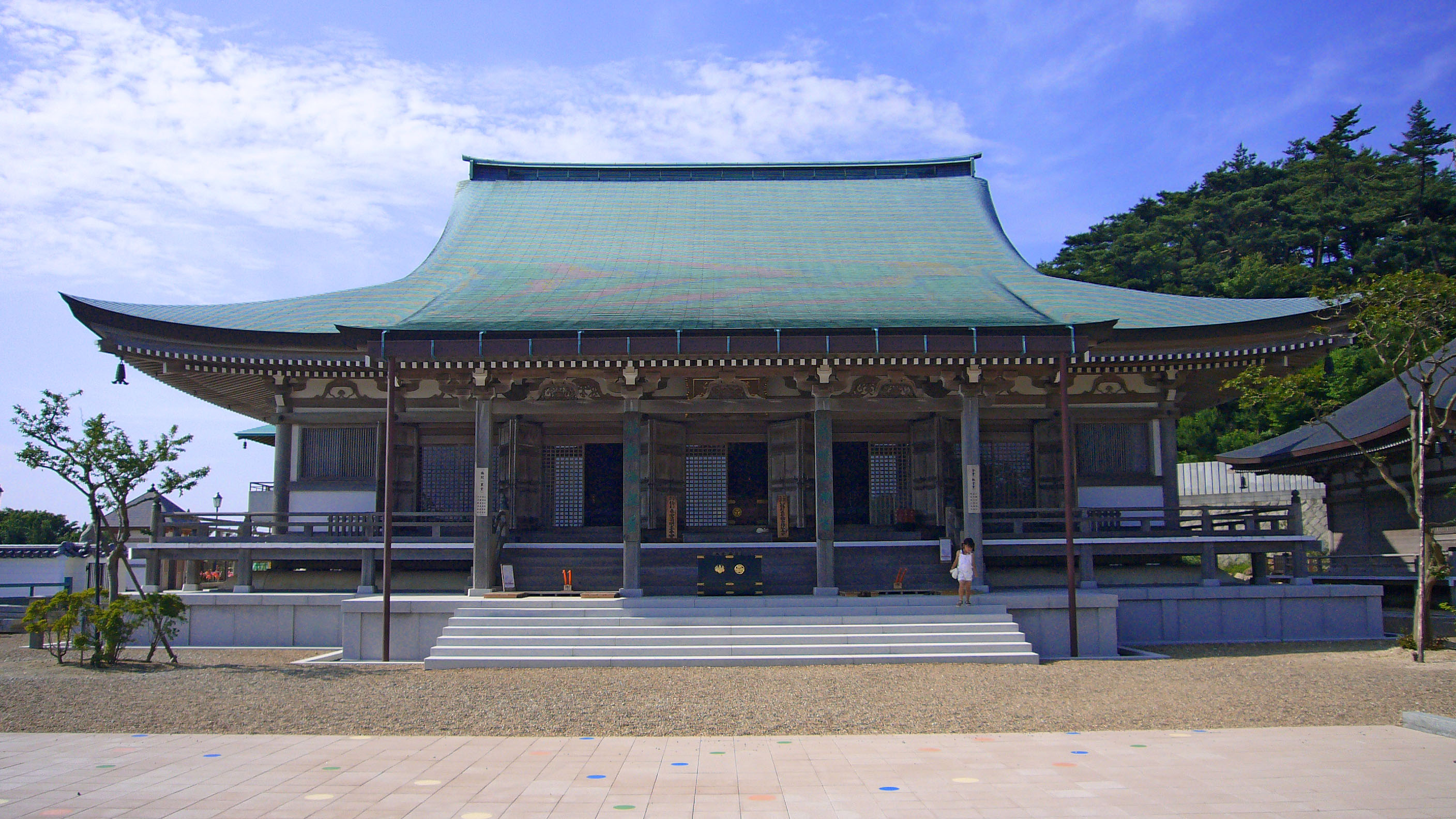
忉利天上寺

- 兵庫縣神戶護國神社（日语：兵庫縣神戸護國神社）
- 六甲八幡神社（日语：六甲八幡神社）
- 西求女塚古墳（日语：西求女塚古墳）（國家史跡）
- 河內國魂神社（日语：河内国魂神社）
- 王子公園
  - 神戶市立王子動物園
  - 舊亨特住宅（國家重要文化財）
- 神戶文學館
- 兵庫縣立美術館 原田之森藝廊（日语：兵庫県立美術館 原田の森ギャラリー）
- 神戶酒心館（日语：神戸酒心館）
- 澤之鶴資料館（日语：沢の鶴資料館）
- 濱福鶴吟醸工房（日语：浜福鶴吟醸工房）
- 櫻正宗記念館櫻宴（日语：櫻正宗記念館櫻宴）
- 菊正宗酒造記念館（日语：菊正宗酒造記念館）
- BB廣場美術館（日语：BBプラザ美術館）
- 六甲山
  - 神戶市立六甲山牧場（日语：神戸市立六甲山牧場）
  - 六甲花園台（日语：六甲ガーデンテラス）
  - 六甲音樂盒博物館（日语：六甲オルゴールミュージアム）
  - 山之小美術館（日语：山の小美術館）
  - 六甲高山植物園（日语：六甲高山植物園）
  - 六甲山神社（日语：六甲山神社）
- 摩耶山
  - 掬星台
  - 摩耶自然観察園（日语：摩耶自然観察園）

## 學校

### 高中
- 兵庫縣立神戸高等学校
- 私立六甲高等学校
- 私立神戸海星女子学院高等学校
- 私立松蔭高等学校
- 私立親和女子高等学校